# سعود القحطانی
سعود بن عبدالله بن سالم بن محمد بن قاسم الوهابی القحطانی (زادهٔ ۷ ژوئن ۱۹۷۸) مشاور سابق دربار سعودی و اهل عربستان است. او مشاور حقوقی ملک عبدالله و مشاور رسانه‌ای شاهزاده محمد بن سلمان بود اما پس از قضیه قتل جمال خاشقجی در سال ۲۰۱۸ از این سمت اخراج شد. عنوان رسمی سمت او «ناظر کل مرکز دروس و امور رسانه‌ای» بود. گفته می‌شود که او شاهد قتل خاشقجی به صورت زنده از طریق اسکایپ بوده‌است.

## اشعار
وی تحت نام مستعار ضاری اشعاری سروده است که توسط برخی از خوانندگان عرب خوانده شده اند:
"اشک چشم" (خواننده  رشید آل ماجد)
سر بلند است (خواننده  علی بن محمد تقدیم به شاهزاده محمد بن سلمان)
"شکوه کشور" (خواننده  علی بن محمد، تقدیم به شاهزاده محمد بن سلمان).
«کشتی دوحه» (خواننده ولید الشامی و  ماجد المهندس)
«همسایه ما خانه ما» (با اجرای البریق السبعی)
"آینده دولت از در به در" (با اجرای خالد الشلیه و همچنین آواز ولید الشامی)
«اُپرای آل سعود» (خوانندگان:  ولید الشامی، عبدالمجید عبدالله، رشید المجد، حسین الجاسمی و مجید المهندس)
شعر «او مرا از کسی که همه ما را قضاوت می کند تبرئه کرد» شعری است که پس از اعلام بی گناهی خود از اتهاماتی که در پرونده قتل جمال خاشقجی به او وارد شد، سروده است.